# Monica Ungureanu
Monica Ungureanu (Craiova, 27 de agosto de 1988) es una deportista rumana que compite en judo, en la categoría de –48 kg.
Ha ganado dos medallas de bronce en el Campeonato Europeo de Judo, en los años 2016 y 2017.

## Palmarés internacional
| Campeonato Europeo | Campeonato Europeo | Campeonato Europeo | Campeonato Europeo |
| Año                | Lugar              | Medalla            | Categoría          |
| ------------------ | ------------------ | ------------------ | ------------------ |
| 2016               | Kazán (Rusia)      | Medalla de bronce  | –48 kg             |
| 2017               | Varsovia (Polonia) | Medalla de bronce  | –48 kg             |